# Grevena (unità periferica)
L'unità periferica di Grevena (in greco Περιφερειακή ενότητα Γρεβενών?) è una delle 4 unità periferiche in cui è divisa la periferia della Macedonia Occidentale. Il capoluogo è la città di Grevena.

## Prefettura
Grevena era una prefettura della Grecia, abolita a partire dal 1º gennaio 2011 a seguito dell'entrata in vigore della riforma amministrativa detta piano Kallikratis
La prefettura è stata istituita nel 1967 mediante la scissione della vecchia prefettura di Grevena-Kozani. Situata in territorio montagnoso e scarsamente popolato, la prefettura confina con le altre prefetture di Giannina ad ovest, Kastoria a nordovest, Kozani a nord e ad est, Larissa a sudest e Trikala a sud.
La riforma amministrativa ha anche modificato la struttura dei comuni che ora si presenta come nella seguente tabella:
| Nuovo comune | Vecchio comune      | Sede    |
| ------------ | ------------------- | ------- |
| Deskati      | Deskati             | Deskati |
| Deskati      | Chasia              | Deskati |
| Grevena      | Grevena             | Grevena |
| Grevena      | Avdella             | Grevena |
| Grevena      | Kosmas/Agios Kosmas | Grevena |
| Grevena      | Ventzio             | Grevena |
| Grevena      | Gorgiani            | Grevena |
| Grevena      | Dotsiko             | Grevena |
| Grevena      | Irakleotes          | Grevena |
| Grevena      | Theodoros Ziakas    | Grevena |
| Grevena      | Mesolouri           | Grevena |
| Grevena      | Perivoli            | Grevena |
| Grevena      | Samarina            | Grevena |
| Grevena      | Smixi               | Grevena |
| Grevena      | Filippaioi          | Grevena |

## Precedente suddivisione amministrativa
Dal 1997, con l'attuazione della riforma Kapodistrias, la prefettura di Grevena era suddivisa in otto comuni e sette comunità.
| comuni           | codice YPES | capoluogo (se diverso) | codice postale | prefisso tel. |
| ---------------- | ----------- | ---------------------- | -------------- | ------------- |
| Chasia           | 0915        | Karpero                | 511 00         | 24620-3       |
| Deskati          | 0905        |                        | 512 00         | 24620-3       |
| Gorgiani         | 0903        | Kipoureio              | 511 00         | 24620-75      |
| Grevena          | 0904        |                        | 511 00         | 24620-2       |
| Irakleotes       | 0907        | Agios Georgios         | 510 30         | 24620-41      |
| Kosmas           | 0909        | Megaro                 | 511 00         | 24620-73      |
| Theodoros Ziakas | 0908        | Mavranaioi             | 511 00         | 24620-83      |
| Ventzio          | 0902        | Knidi                  | 511 00         | 24620-91      |
| comunità         | codice YPES | capoluogo (se diverso) | codice postale | prefisso tel. |
| Avdella          | 0901        |                        | 401 00         | 24920-23      |
| Dotsiko          | 0906        |                        | 411 00         | 24620-25      |
| Filippaioi       | 0914        |                        | 511 00         | 24620-2       |
| Mesolouri        | 0910        |                        | 510 32         | 24620-2       |
| Perivoli         | 0911        |                        | 511 00         | 24620-80      |
| Samarina         | 0912        |                        | 511 00         | -             |
| Smixi            | 0913        |                        | 401 00         | 24920-22      |